# Marne (Holstein)
Marne (plattdeutsch: Marn) ist eine Stadt (seit 1891) im Kreis Dithmarschen in Schleswig-Holstein. Sie ist ein Unterzentrum und Sitz des Amts Marne-Nordsee.

## Geografie

### Lage
Marne ist das Zentrum der Dithmarscher Südermarsch. Wie der gesamte Landkreis zählt die Stadt zur Metropolregion Hamburg.

### Nachbargemeinden
Nachbargemeinden sind im Uhrzeigersinn im Norden beginnend die Gemeinden Helse, Volsemenhusen, Diekhusen-Fahrstedt, Neufeld und Marnerdeich (alle im Kreis Dithmarschen).

## Geschichte

### Name
Marne wurde im 12. Jahrhundert Myrne und im 15. Jahrhundert Roden Merne und Roden Marre genannt. Im frühen 16. Jahrhundert taucht die Bezeichnung Marne auf, außerdem 1559 Merne. Der Name stammt aus dem Altsächsischen und bedeutet Siedlung am hohen Ufer.

### Frühgeschichte
Die erste dauerhafte Besiedlung der Dithmarscher Marsch nach dem Rückgang des Meeresspiegels ab dem 1. Jahrhundert n. Chr. erfolgte durch die Chauken. Während zunächst die Siedlungen zu ebener Erde angelegt wurden, erforderte das Einsetzen stürmischerer Perioden seit dem 2./3. Jahrhundert den Bau von künstlichen Wohnhügeln, den sogenannten Wurten. Eisenzeitliche Besiedlungen aus der Gegend um Marne lassen sich für Trennewurth, Krumwehl und Ostermenghusen nachweisen.

### Mittelalter und frühe Neuzeit
Um das Jahr 1000 wurden die einzelnen Wurten in Süderdithmarschen durch einen Damm verbunden, der vom Meldorfer Geestrand über Ammerswurth, Elpersbüttel, Busenwurth, Trennewurth, Fahrstedt und Schmedeswurth bis zur Elbe reichte. Das Kirchspiel Marne wurde in einer Urkunde von 1281 erstmals erwähnt. Marne bildete gemeinsam mit den Kirchspielen Brunsbüttel, Burg und Eddelak die Kirchspielgruppe Süderdöfft. Während sich die vier anderen Dithmarscher Kirchspielgruppen 1447 nach dem sogenannten Dithmarscher Landrecht zusammenschlossen, entsandte die Süderdöfft keine Vertreter zu dem obersten Schiedsgericht, dem Achtundvierziger Rat, sondern bildete ein eigenes Ratskollegium, das sich erst 1541 mit den Achtundvierzigern assoziierte. Die Herrschaft der Bauernrepublik Dithmarschen endete 1559 in der letzten Fehde mit der Unterwerfung durch ein Heer des dänischen Königs Friedrich II. und der Herzöge von Schleswig und Holstein unter dem Feldherrn Johann Rantzau. Mit der Dreiteilung Dithmarschens wurde Marne dem dänischen König unterstellt.

### 16.–18. Jahrhundert
Durch Eindeichungsarbeiten im 16. und 17. Jahrhundert wurde neues Land gewonnen. Insbesondere durch den Koog Ammerswurth-Marne (1578–1581) und den Marner Neuen Koog (1608) verlor Marne durch die neue Deichlinie seinen direkten Meerzugang. Durch weitere Landgewinnungen in der Folgezeit, beispielsweise den Sophienkoog (1717–1718) und den Kronprinzenkoog (1785–1787) erhöhte sich die Entfernung zum Meer. Das vergrößerte Umland stärkte jedoch die Stellung Marnes als Marktort. 1572 wurde erstmals eine Schule in Marne erwähnt und 1689 erlaubte der dänische König Christian V. per Dekret, neben einem Wochenmarkt zweimal jährlich einen „Kram-, Vieh- und Pferdemarkt“ abzuhalten. Die Bevölkerungszahl entwickelte sich von etwa 300 in der zweiten Hälfte des 16. Jahrhunderts auf 890 Einwohner im Jahr 1803.

### 19. Jahrhundert

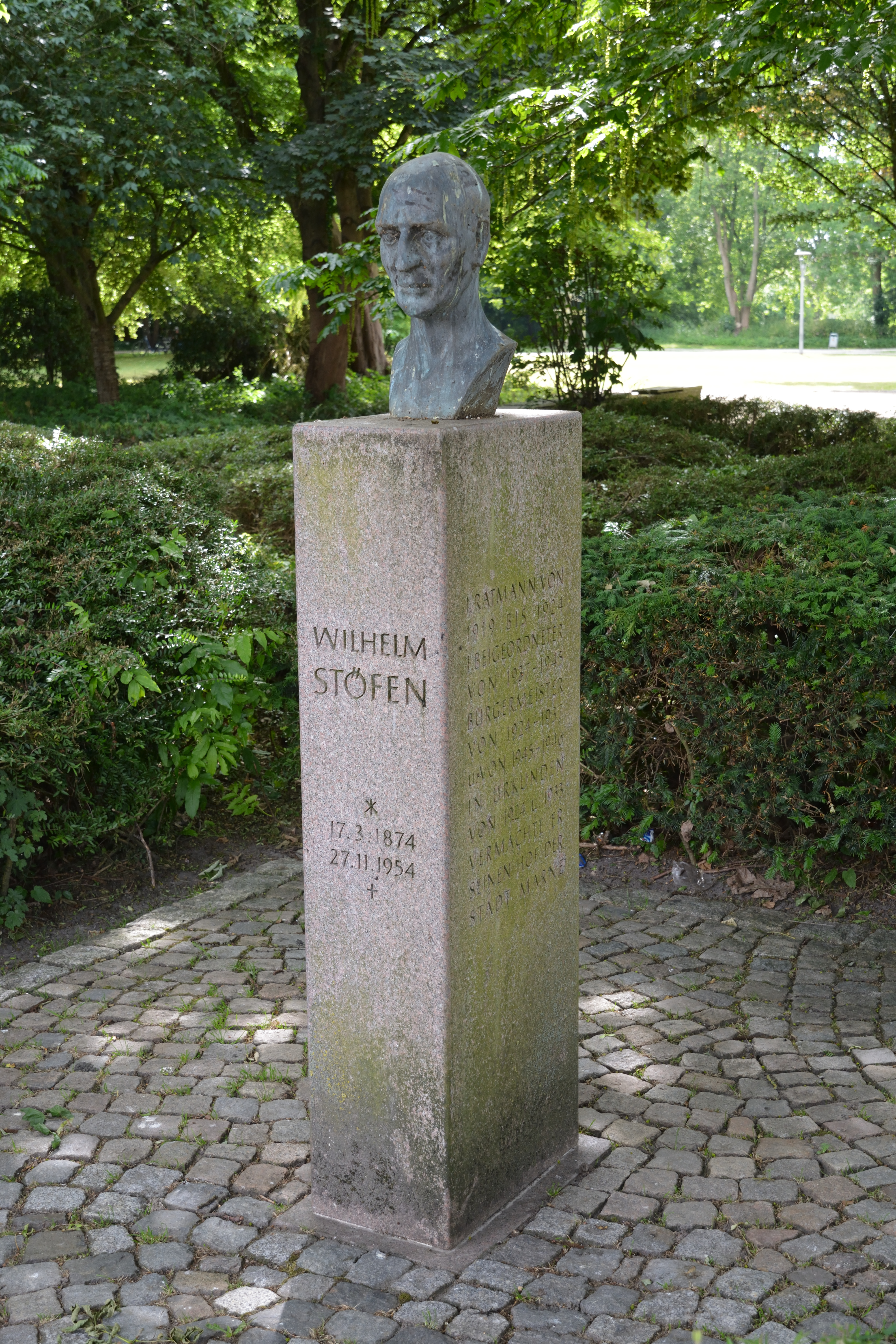
Denkmal für Wilhelm Stöfen am Stöfenpark, 2017

Wichtige Eckpunkte für die verkehrstechnische Anbindung Marnes waren 1851 der Ausbau der Landstraße von Heide über Meldorf und Marne nach Brunsbüttel zu einem als Chaussee bezeichneten Verkehrsweg, sowie die 1880 eröffnete Eisenbahnverbindung (Marschenbahn).
Mit der Eingliederung Dithmarschens in die preußische Provinz Schleswig-Holstein 1867 wurde im Zuge der damit verbundenen Verwaltungsreform in Marne – neben Meldorf – ein Amtsgericht für den neuen Kreis Süderdithmarschen etabliert.
Am 1. Oktober 1891 wurde Marne als drittem Dithmarscher Ort nach Meldorf (1869) und Heide (1870) die Stadtrechte verliehen und schied aus der Kirchspielslandgemeinde Marne aus. Der erste Bürgermeister der Stadt Marne wurde der Kirchspielvogt Christian Plambeck (1836–1914). 1893 erfolgte der Bau des Marner Krankenhauses und 1898 wurde ein Elektrizitätswerk errichtet.
Im Jahr 1860 wurde in Marne eine höhere Privatschule eingerichtet, aus der 1871 die „Höhere Kirchspielschule“ hervorging und die am 12. Mai 1874 die Berechtigung zur Abhaltung anerkannter Entlassungsprüfungen erhielt. 1874 kann somit als Gründungsjahr des heutigen Marner Gymnasiums angesehen werden. Die Schule wurde zunächst als Realprogymnasium und ab 1896 als lateinlose Realschule geführt.

### 20. Jahrhundert
Zu Beginn des 20. Jahrhunderts veränderte sich das Ortsbild Marnes entscheidend durch den Neubau der Maria-Magdalenen-Kirche von 1904–1906 unter der Leitung des Kirchenbaumeisters Wilhelm Voigt (1857–1916), sowie durch den Bau des Rathauses 1914/1915. 1913 wurde das neue Schulgebäude des heutigen Marner Gymnasiums eingeweiht und die Schule erhielt das Recht, den Namen „Kaiser-Wilhelm-Schule“ zu führen. 1927 wurde die Schule in eine Oberrealschule umgewandelt, so dass 1930 der erste Abiturjahrgang die Schule verließ.
Die politische Landschaft in Süderdithmarschen war gegen Ende der Weimarer Republik durch das starke Abschneiden der NSDAP bei verschiedenen Wahlen geprägt. Während bei der Reichstagswahl 1928 die Nationalsozialisten im Deutschen Reich mit einem Stimmenanteil von 2,6 % und in Schleswig-Holstein mit 4,0 % nur eine untergeordnete Rolle spielten, erzielten sie in Süderdithmarschen mit 17,8 % nach der SPD (30,6 %) das zweitstärkste Ergebnis. Bei der Reichstagswahl 1930 war die NSDAP in Süderdithmarschen bereits die stärkste Partei (36,3 %) und hatte bei der ersten Reichstagswahl 1932 mit 59,8 % die absolute Mehrheit. Diese politische Konstellation führte auch in Marne zu gewalttätigen Auseinandersetzungen. Im Juli 1932 wurde der KPD-Funktionär Adolf Bauer durch SS-Mitglieder aus Marne ermordet.
Nach der Machtergreifung der Nationalsozialisten 1933 blieb der gewählte und seit 1924 amtierende Marner Bürgermeister Wilhelm Stöfen noch bis 1937 in seinem Amt, bevor er durch den NSDAP-Ortsgruppenführer Hans Wigger ersetzt wurde. Während des Zweiten Weltkriegs kam es am 25. April 1945 in Marne zu einem Bombenangriff mit schweren Zerstörungen und einer Anzahl von Toten.
Ab Mitte der 1960er Jahre profitierte Marne wirtschaftlich durch das vom Land Schleswig-Holstein geförderte neue Industriegebiet in Brunsbüttel – der größten Industrieansiedlung Norddeutschlands nach dem Krieg. Mit der Zusammenlegung der beiden Kreise Süder- und Norderdithmarschen 1970 wurde das Amtsgericht in Marne aufgehoben und Meldorf zum Sitz des Amtsgerichts für den gesamten neuen Kreis Dithmarschen. In den 1970er Jahren wurde durch die Landesplanungsbehörde Marne, ebenso wie Meldorf, neben den beiden Mittelzentren Heide und Brunsbüttel, als Unterzentrum eingestuft. Mit dem Neubau eines neuen Krankenhauses in Brunsbüttel wurde 1977 das Krankenhaus in Marne geschlossen.

## Entwicklung des Stadtgebiets

Jährlicher Bevölkerungsstand der Stadt Marne seit 2000

### Einwohnerentwicklung
Seit 1970 pendelt die Einwohnerzahl zwischen dem niedrigsten Stand von 5383 (27. Mai 1970) und dem Höchststand 6154 (31. Dezember 2001). Nach einer rückläufigen Bevölkerungsentwicklung von 2001–2013 (5590 Einwohner am 31. Dezember 2001) nimmt der Bevölkerungsstand wieder leicht zu und beträgt nun 5892 (31. März 2019).

## Politik

### Stadtvertretung
Bei der Kommunalwahl am 14. Mai 2023 wurden insgesamt 19 Sitze vergeben. Von diesen erhielten FDP und CDU jeweils sechs Sitze, die Kommunale Wählervereinigung Marne und die SPD jeweils drei Sitze und DIE LINKE einen Sitz.

### Bürgermeister
Bei der konstituierenden Sitzung der Stadtvertretung am 26. Juni 2023 wurde Lorenz Matzen (FDP) als Nachfolger von Klaus Braak (CDU) zum Bürgermeister gewählt.

### Wappen
Blasonierung: „In Blau über durchgehender silberner Zinnenmauer mit offenem Tor, darin ein goldenes Fallgitter, der wachsende, golden nimbierte und gekleidete heilige Matthäus, der ein silbernes Beil mit rotem Griff hält, begleitet beidseitig von je einem silbernen Ring.“
Das heutige Wappen, das 1892 von der Provinzregierung bestätigt wurde, rührt vom ältesten bekannten Bildsiegel des Kirchspiels Marne her, das im Abdruck von 1392 überliefert ist. Es zeigt den heiligen Matthäus mit Nimbus und Buch auf Steinen stehend. Die 1892 hinzugefügten Motive Mauer und Ringe symbolisieren die Marschdeiche. In einem zweiten Siegel aus dem 15. Jahrhundert erscheinen nebeneinander die heilige Maria Magdalena und der heilige Matthäus als Patrone der Marner Kirche mit ihren Attributen.

### Städtepartnerschaften
Seit dem 28./30. September 1990 besteht eine Städtepartnerschaft mit der Stadt Burg Stargard (Mecklenburg-Vorpommern).

## Verkehr
Durch Marne verläuft die B 5 zwischen Husum und Brunsbüttel. Marne liegt an der – seit 1984 stillgelegten – Bahnstrecke St. Michaelisdonn–Friedrichskoog, einer Eisenbahnstichstrecke der Marschbahn (Abzweig bei St. Michaelisdonn) nach Friedrichskoog. Der Abschnitt von Marne bis Friedrichskoog ist komplett zurückgebaut, während die neun Kilometer lange Strecke zwischen Marne und Sankt Michaelisdonn heute mit Fahrrad-Draisinen (je nach Wind mit Segelunterstützung) befahren werden kann.

## Wirtschaft

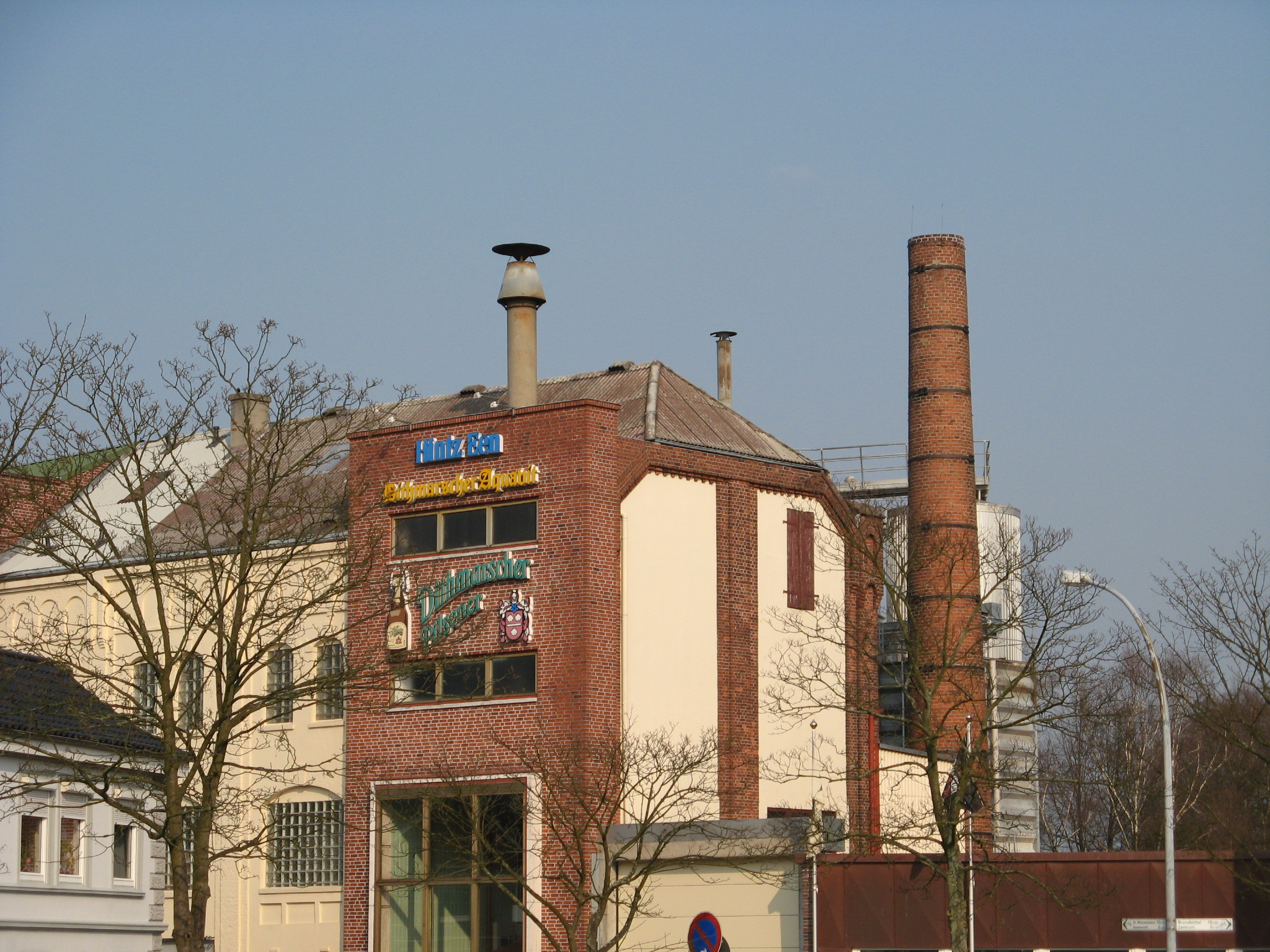
Die Brauerei Hintz befindet sich mitten im Ortszentrum.

Die ansässige Lebensmittelindustrie verarbeitet Produkte des fruchtbaren Marschbodens.
Die über die Grenzen Deutschlands hinaus vermarktende Firma Friesenkrone konzentriert sich auf die Herstellung von Herings-Spezialitäten. Bekannt ist auch die Brauerei Karl Hintz, die das Bier (Beugelbuddelbeer) traditionell in Bügelverschlussflaschen abfüllt.
In Marne befindet sich die Dithmarscher Niederlassung der BKK mkk – meine Krankenkasse
Die Rijk Zwaan Marne GmbH (ehemals GZG Marne Saaten AG) züchtet weltweit bekannte Kopfkohlsorten wie Weiß- und Rotkohl.

In Marne befindet sich auch die Fisch-Räucherei EYKA Feinkost.

## Kultur und Sehenswürdigkeiten

### Bildungseinrichtungen
In Marne sind alle Schularten vertreten: Grund- und Gemeinschaftsschule einschließlich Schulkindergarten und betreuter Grundschule, Förderschule und Gymnasium. Daneben gibt es auch eine Volkshochschule.
- Reimer-Bull-Schule (Grund- und Gemeinschaftsschule), Hafenstraße (589 Schüler in 28 Klassen)
- Gymnasium Marne (Europaschule), Bürgermeister-Plambeck-Straße (542 Schüler in 24 Klassen)

Schülerzahlen aus dem Schuljahr 2022/2023

### Kultur- und Bürgerhaus Marne
Das Kultur- und Bürgerhaus (KBH) Marne wurde im Rahmen des Städtebauförderungsprogramms und mit europäischen Fördermitteln realisiert und im März 2009 eröffnet. Der Neubau ist an das Haus des Dithmarscher Fotografen Thomas Backens angegliedert. Das KBH zeigt wechselnde Ausstellungen zeitgenössischer, regionaler Künstler und veranstaltet Konzerte, Kabarett und Comedy, Theater, Lesungen und Kleinkunst.

### Parks und Grünanlagen
In unmittelbarer Nähe zur Innenstadt befindet sich der etwa vier Hektar große Stöfenpark. Dieser wurde Ende der 1950er Jahre konzipiert und 1961 eingeweiht, nachdem der frühere Bürgermeister Stöfen seinen Bauernhof zur städtebaulichen Weiterentwicklung und für soziale Zwecke der Stadt vererbt hatte. Der Park zeichnet sich durch einen umfangreichen Baumbestand mit vielen exotischen Baumarten aus, beispielsweise dem Trompetenbaum oder der Flügelnuss.
Zwei weitere kleinere Parks sind der Goethe- und der Hintzpark. Der Goethepark entstand 1949 und war die erste Grünanlage der Stadt. Er beherbergt ein 1951 eingeweihtes Goethe-Denkmal. Der Hintzpark ist ein privater, für die Öffentlichkeit zugänglicher Park.
Der Bürgermeister-Puls-Wanderweg entlang des Neufelder Fleeths am westlichen Stadtrand ist zusammen mit dem Stöfenpark ein wesentlicher Bestandteil der innerstädtischen Grünachse.

### Karneval
Marne ist ein Karnevalszentrum im ansonsten eher karnevalsfernen Schleswig-Holstein. So finden nicht nur in der Saison diverse Karnevalsveranstaltungen statt, sondern die Kleinstadt beherbergt auch den größten Rosenmontagsumzug des Bundeslandes. Beim Karneval in Marne nahmen beispielsweise im Jahr 2008 mehr als 50 Wagen und Gruppen teil, was mehr als 15.000 Besucher anzog.

### Architektur

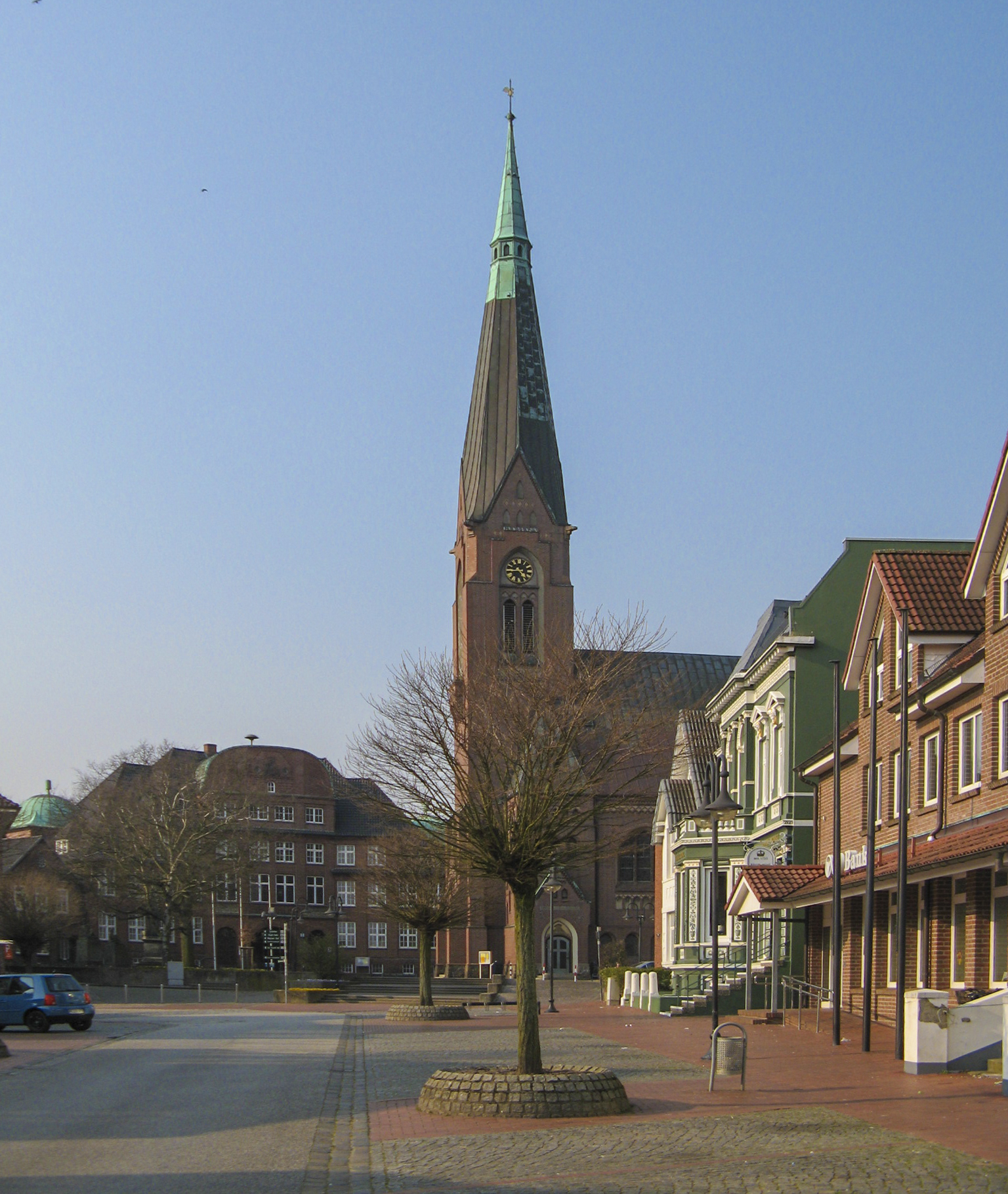
Rathaus (links) und Kirche im Ortszentrum

Beim Bau des Marner Rathauses wurde das Büsumer Rathaus als Vorbild genommen. Tatsächlich sehen sich beide Rathäuser sehr ähnlich.
Erzählungen zufolge soll es beim Bau der Maria-Magdalenen-Kirche einen Wettstreit mit dem Meldorfer Dom gegeben haben. Demnach war das Marner Gotteshaus zunächst höher als der Meldorfer Dom. Dieser wurde aber daraufhin schlichtweg ein wenig höher errichtet. Als Folge dieses Wettstreites ging der schmale Kirchturm der Marner Kirche hervor. Die Kirche ist ortsbildprägend.

### Heimatmuseum Marner Skatclub
Das Skatclubmuseum entstand 1928 aus dem Vereinsgebäude des 1873 gegründeten Marner Skatclubs, in dem die Mitglieder ihre Raritätensammlung untergebracht hatten. Es enthält eine kunsthistorische und heimatkundliche Sammlung aus dem Bereich der Stadt, des Kirchspiels und der Köge. Darüber hinaus vorgeschichtliche Funde aus der Muschelhaufenkultur, der jüngeren Steinzeit, Bronzezeit und Eisenzeit.

### Musikfestivals
Seit 2010 ist die Maria-Magdalenen-Kirche jährliche Spielstätte des Schleswig-Holstein Musik Festivals (SHMF). Im Rahmen des SHMF traten beispielsweise Hille Perl und Lee Santana (2010), Nuria Rial (2011), Michala Petri (2012), Inessa Galante (2013), Avi Avital (2015 und 2022), Nemanja Radulović (2017), Nils Mönkemeyer (2019), Miloš Karadaglić (2022), Daniel Hope (2023) und die King’s Singers (2024) in Marne auf.
Im Sommer fand nahe Marne bis 2013 jährlich das „Dithmarscher Rockfestival“ statt. Wegen Ernteproblemen auf dem bisher gemieteten Feld findet es nun in Brunsbüttel-Ostermoor statt. Bei dem Festival traten zunehmend bekannte Bands auf, wie zum Beispiel Selig, Revolverheld, One Fine Day oder Torfrock.

## Persönlichkeiten

### Söhne und Töchter der Stadt
- Johann Theodor Schultz (1817–1893), Kunstmaler und Pädagoge
- Karl Viktor Müllenhoff (1818–1884), Philologe, Professor für deutsche Literatur und Altertumskunde
- Carl Gottlieb Bünz (1843–1918), Diplomat
- Gustav Loges (1854–1919), Agrikulturchemiker
- Wilhelm Stöfen (1874–1954), Bürgermeister von 1924–1937 und 1945–1946
- Elma Grohs-Hansen (1891–1981), Bildhauerin und Textilkünstlerin
- Edmund Köster (1896–1943), Modellbauer
- Ivo Braak (1906–1991), niederdeutscher Schriftsteller, Germanist und Hörfunksprecher sowie Ehrenbürger von Marne
- Hermann Schwieger (1908–1976), Politiker (SPD), Mitglied des Landtags von Schleswig-Holstein
- Ewald Wortmann (1911–1985), Gutachter im „Euthanasie“-Programm
- Paul Heinrich Gnekow (1928–2015), Steinbildhauer und Schriftsteller
- Reimer Bull (1933–2012), Germanist, niederdeutscher Schriftsteller und Hörfunksprecher sowie Ehrenbürger von Marne
- Hauke Brunkhorst (* 1945), Soziologe
- Enno Bünz (* 1961), Historiker, Professor für Sächsische Landesgeschichte an der Universität Leipzig
- Carsten-Otto Nagel (* 1962), Springreiter (u. a. Einzel-Bronzemedaillengewinner Europameisterschaften 2009)
- Susanne Gärtner (* 1974), Schauspielerin
- Mathias Junge (* 1974), Theater- und Filmschauspieler

### Mit Marne verbunden
- Christian Jakob von Schneider (1772–1829), deutscher Schriftsteller und Verleger
- Thomas Backens (1859–1925), Fotograf
- Philipp Scheidemann (1865–1939), bedeutender sozialdemokratischer Politiker, Reichstagsabgeordneter der SPD in der Weimarer Republik und Publizist, war als junger Schriftsetzer in Marne tätig.[28] Seine Ehefrau Johanna stammte von hier.[29]
- Oskar Beber (1875–1964), Oberstudiendirektor und Heimatkundler, langjähriger Schulleiter der Marner Oberrealschule
- Bertha Hintz (1876–1967), Zeichenlehrerin und Malerin
- Emmy Ball-Hennings (1885–1948), Schriftstellerin und Kabarettistin; Theaterengagements in Marne zwischen 1906 und 1908[30]
- Marie Minna Bielenberg (1897–1983), Malerin und Töpferin
- Adolf Bauer (1905–1932), Parteifunktionär, der 1932 von SS-Mitgliedern bei Marne ermordet wurde
- Günter Endruweit (1939–2021), deutscher Soziologe, verbrachte dort Teile seiner Schulzeit und machte 1959 Abitur am Marner Gymnasium
- Peter Heeren (* 1965), Komponist

## Literarischer „Schauplatz“
Obwohl nicht direkt Schauplatz der Handlung, spielt Marne eine wesentliche Rolle als Herkunfts- und Sehnsuchtsort des Protagonisten in Hermann Kants Roman Der Aufenthalt.